# 久大堂
久大堂，位于江苏省苏州市吴中区东山镇杨湾村张巷129号，临河而建，规模宏大。原有东、中、西路三路建筑，现仅存中路的门屋、大厅、前住楼。门屋七开间，大厅用料硕大。木雕、石雕、彩画均十分精美。2009年7月10日公布为苏州市文物保护单位。